# Městský stadion Třinec
Městský stadion v Třinci je třinecký atletický a fotbalový stadion. Je ve vlastnictví města Třince. Samotný areál, ve kterém se městský stadion nachází, dále čítá fotbalový Stadion Rudolfa Labaje (na kterém odehrávají své domácí zápasy fotbalisté klubu FK Třinec), fotbalové hřiště s umělou trávou a vrhačské sektory.
Stadion disponuje atletickým oválem s osmi drahami s tartanovým povrchem, travnatým fotbalovým hřištěm, 2 sektory pro hod oštěpem, sektorem pro skok o tyči, 2 sektory pro hod diskem, sektorem pro hod kladivem a kruhem pro vrh koulí.
Stadion má kapacitu 9060 míst (2500 na sezení pod krytou tribunou a 6560 ke stání).